# Полипы уха
Полипы уха (ушной полип лат. aural polyp) — доброкачественные новообразования, развивающееся в тканях слизистой оболочки уха грануляционной ткани, которая обычно выстлана доброкачественным эпителием. Эти изменения возникают в ответ на давние воспалительные или инфекционные процессы в среднем ухе. Иногда поражение переходит на наружный слуховой проход. Заболевание встречаются редко, больше характерно для молодых пациентов. Встречаемость у мужчин выше, чем у женщин.

## Симптомы
Болезнь сопровождается болью в ушах, выделением гноя из уха с кровотечением и потерей слуха.

## Лечение
Для лечения используют антибиотики, если болезнь сохраняется, то проводится хирургическое вмешательство. Хирургически удаляется и сопутствующая холестеатома.